# 奇瑞汽车

2013-2022年的标志

奇瑞汽车股份有限公司（Chery Automobile Co., Ltd.），成立于1997年1月8日，是一家成立于中华人民共和国汽车生产企业，总部坐落于安徽省芜湖市，现任董事长兼总经理是尹同跃。

## 历史
据中国汽车工业协会统计，奇瑞汽车2006年轿车销量27.24万辆，列全国第四位，是销售量最大的自主汽车品牌。2006年3月28日，奇瑞的第50万辆车下线。2007年8月22日，奇瑞第100万辆汽车-奇瑞A3在安徽芜湖奇瑞汽车第三总装厂正式下线。
奇瑞成立之初，因没有轿车生产资格无法在全中国范围内销售汽车。2001年，奇瑞送了上汽集团20%股份，上汽则允许奇瑞使用其许可证。直到2004年9月23日，奇瑞才获得轿车生产资格，同时，上汽奇瑞汽车正式更名为奇瑞汽车有限公司。
奇瑞的英文名称是Chery，该词来源于英语单词“Cheery”。至于“奇瑞”，奇瑞公关部的解释是：“奇”在中文里有“特别的”之意，“瑞”有“吉祥如意”之意，合起来是“特别吉祥如意”的意思。汉·王充 《论衡·宣汉》：“阴阳和，则万物育；万物育，则奇瑞出。”
2021年4月，奇瑞汽车旗下全资子公司上海世科嘉车辆技术研发有限公司，与美国HAAH Automotive Holdings（汉姆汽车控股公司，下称“汉姆汽车”）签署合作框架意向书，双方计划组建一家新的合资公司。该公司销售基于星途和瑞虎车型开发的4款SUV和皮卡车型，并通过汉姆汽车在美国当地生产上述车型。世科嘉将于2022年底将合作首款汽车出口美国，汉姆汽车计划在美国建设一家年产能为20万辆的工厂，以代工方式为合资公司生产四款车型。新公司在美国不会直接使用奇瑞品牌标识，而是将会启用全新品牌Vantas和T-GO。
2023年，奇瑞集团销售汽车达到1881316辆，同比增长52.6%。
2024年，奇瑞集团首次跻身财富世界500强，位列第385位。据彭博社报道，奇瑞集团目前已邀请摩根大通帮助其于2025年在香港上市。

## 品牌与车型
奇瑞汽车现拥有奇瑞、奇瑞风云、奇瑞新能源、星途、捷途、爱咖、智界（与华为合作）、开瑞等品牌，另有欧萌达及杰酷两个海外运营品牌。

### 在售
- 奇瑞：艾瑞泽5、艾瑞泽5 Plus、艾瑞泽8、风云A9、瑞虎3X、瑞虎5X、瑞虎5X高能版、瑞虎7高能版、瑞虎7、瑞虎 7 PLUS、瑞虎8、瑞虎8 PLUS、瑞虎 8 PLUS鲲鹏e+、瑞虎 8 PRO、瑞虎 8L、瑞虎9、探索06、风云T6、风云T9、风云T10、QQ冰淇淋、eQ1、eQ7
- 捷途：捷途X70、捷途X70S、捷途X70M、捷途X70 PLUS、捷途X90、捷途旅行者、捷途自由者、捷途大聖、捷途山海T1、捷途山海T2、捷途山海L6、捷途山海L7、捷途山海L9
- 星途：星途TX/TXL、星途LX、星途瑶光、星途揽月
- 爱咖：iCAR 03、iCAR V23

### 停产
- 奇瑞：QQ、QQ6/旗云1、QQ Me、艾瑞泽3、艾瑞泽7、艾瑞泽GX、艾瑞泽M7、风云、风云2、瑞虎3、瑞虎5、旗云2、旗云3、旗云5、瑞虎、A1、A3、A5、E5、东方之子（英语：Chery Eastar）、东方之子Cross、eQ5、无界Pro、欧萌达5
- 瑞麒（已停用）：M1、G3、G5、G6
- 捷途：捷途X70 Coupe、捷途X70S-EV
- 威麟：X3、H3、H5、V5

## 图库
- 艾瑞泽 3
- 艾瑞泽 5 GT
- 艾瑞泽 7
- 艾瑞泽 M7
- 艾瑞泽 8
- 艾瑞泽 3x Plus
- 瑞虎 5x
- 瑞虎 7
- 瑞虎 8 Plus
- 瑞虎 9

## 生产及出口

### 香港
奇瑞是第一個打入香港的國產乘用車品牌，A1以及Tiggo通过香港代理商環美國際于2011年8月进入香港市场，並由金孚汽車負責銷售。

## 汽车生产平台
根据规划，奇瑞将推出三大模块化汽车生产平台。其中包括A平台（注重产品的性价比和燃油经济性）、T1X/M1X平台（更均衡的性能和更好的延展性）、CC2S平台（更出色的底盘和操控性能），各平台零件通用率将达到70%以上。

### T1X平台
能够打造轴距在2560mm~2800mm，离地间隙在145mm~190mm的SUV产品
- 奇瑞 - 瑞虎 3X
- 奇瑞 - 瑞虎 5X
- 奇瑞 - 歐萌達 5
- 奇瑞 - 探索 06
- 奇瑞 - 瑞虎 7
- 奇瑞 - 瑞虎 8
- 捷途X70
- 捷途X70S

### M1X平台
能够打造轴距在2650mm~2800mm，离地间隙120mm~130mm，5座~7座的轿车或MPV产品
- 奇瑞 - 艾瑞泽5
- 奇瑞 - 艾瑞泽5 Plus

### M3X平台
全新的SUV，奇瑞高端品牌
- M31T(星途TXL)
- M32T(星途LX)
- M36T(星途VX)

### 奇瑞新能源
- 奇瑞EQ小蚂蚁

## 子品牌与合资公司、关联企业

### 子品牌
- 奇瑞
- 星途
- 欧萌达
- 杰酷
- 捷途
- iCar
- 智界
- 東南汽車
- 开瑞
- 瑞麒（停产）
- 威麟

### 合资公司
- 奇瑞捷豹路虎
- 聯合重卡
- 凯翼汽车
- 观致汽车（停产）

### 关联企业
- 奇瑞商用车[10]
- 奇瑞万达贵州客车[11]

### 投資
截至2007年，蓋世汽車網被其投資。

## 争议

### 出现刹车失灵
后轴虚焊断裂